# O’bekiston fanlar Akademiyasining Mirzo Ulug’bek nomidagi Astronomiya Instituti
O'bekiston fanlar Akademiyasining Mirza Ulug'bek nomidagi Astronomiya Instituti (rusky Астрономический институт им. Улугбега Pеспублики Узбекистан (doslova "Ulugbekův astronomický institut Akademie věd Uzbekistánu") je observatoř v Taškentu (+69 ° 17,6 '; +41 ° 19,5 '; 470 m); nejstarší vědecká instituce ve Střední Asii, založená roku 1833. Do roku 1966 měla název Ташкентская Астрономическая Обсерватория (Taškentskaja astronomičeskaja observatorija, doslova "Taškentské astronomická observatoř"), pak Астрономический Институт Академии Наук Узбекиской CCP (Astronomičeskij institut Akademii nauk Uzbekskoj SSR doslova "Astronomický ústav Akademie věd Uzbecké SSR").

## Zaměření
Zaměřuje se na astrometrii, výzkum Slunce, nestacionárních hvězd , astroklímy a historie astronomie.

## Vybavení
- 34 cm astrografu,
- 22 cm a 16 cm refraktor,
- Maksutovova komora,
- Tranzitní přístroje

Má vysunutou stanici mezinárodní šířkové služby v Kitáb (+66 ° 52,9 '; +39 ° 8,0'; 658 m), založenou roku 1930.